# Virslīga 1935
In 1935 werd het negende  voetbalseizoen gespeeld van de Letse Virslīga. RFK werd kampioen.

## Eindstand
| Plaats | Club                 | Wed. | W  | G | V  | Saldo | Ptn. |
| ------ | -------------------- | ---- | -- | - | -- | ----- | ---- |
| 1.     | RFK                  | 14   | 11 | 2 | 1  | 36-9  | 24   |
| 2.     | Olimpija Liepāja     | 14   | 7  | 4 | 3  | 29-20 | 18   |
| 3.     | Universitātes Sports | 14   | 7  | 2 | 5  | 29-31 | 16   |
| 4.     | Riga Wanderer        | 14   | 6  | 2 | 6  | 33-24 | 14   |
| 5.     | Hakoah Riga          | 14   | 6  | 2 | 6  | 28-25 | 14   |
| 6.     | ASK                  | 14   | 4  | 3 | 7  | 17-20 | 11   |
| 7.     | JKS                  | 14   | 4  | 3 | 7  | 21-34 | 11   |
| 8.     | Union                | 14   | 1  | 2 | 11 | 12-42 | 4    |

|  | Kampioen   |
|  | Degradatie |

## Kampioen
| Virslīga 1935           |
| Letland                 |
| ----------------------- |
| RFK Kampioen (7° titel) |